# Pholcus xiuyan
Espèce
Pholcus xiuyan est une espèce d'araignées aranéomorphes de la famille des Pholcidae.

## Distribution
Cette espèce est endémique du Liaoning en Chine,. Elle se rencontre dans le xian de Xiuyan.

## Description
Le mâle holotype mesure 6,60 mm et la femelle paratype 5,80 mm.

## Systématique et taxinomie
Cette espèce a été décrite par Zhao, Zheng et Yao en 2023.

## Étymologie
Son nom d'espèce lui a été donné en référence au lieu de sa découverte, le xian de Xiuyan.

## Publication originale
- Zhao, Jiang, Yang, He, Zheng & Yao, 2023 : « Pholcid spiders of the Pholcus phungiformes species-group (Araneae, Pholcidae) from Liaoning Province, China: an overview, with description of a new species. » ZooKeys, vol. 1156, p. 1-14 (texte intégral).